# Catedrala Sfântul Vasile din București

Interiorul bisericii Sf. Vasile cel Mare în forma inițială, cu fresca realizată în stilul școlii de pictură de la Mănăstirea Beuron.

Catedrala Sf. Vasile cel Mare, situată în strada Polonă nr. 50, este prima biserică română unită cu Roma (greco-catolică) edificată în București. Patronul bisericii este arhiepiscopul Vasile cel Mare, iar sărbătoarea de hram pe 1 ianuarie. Edificiul a fost ridicat și sfințit în anul 1909.

## Istoric

„Arhiepiscopul Raymund închină biserica sfântului Vasile”, frescă realizată în anul 1911 de Gottfried Schiller și Julius Ostermaier în stilul Școlii de la Beuron (înlocuită după 2007).

Comunitatea română unită din București a fost alcătuită inițial din români ardeleni stabiliți în capitala Țării Românești. Parohia Sf. Vasile ființează ca persoană juridică din anul 1829. Nu avea un lăcaș propriu de cult, de aceea folosea capela romano-catolică din str. Călărași. În anul 1893, în timpul pastorației viitorului episcop Demetriu Radu, pe atunci paroh al românilor uniți din București, a fost cumpărat terenul din strada Polonă nr. 194 (actualmente nr. 50), destinat construcției unei biserici.Achiziția s-a făcut pe numele Bisericii Romano-Catolice, deoarece autoritățile nu doreau ca Biserica Română Unită cu Roma să dețină proprietăți în Regatul Român. „[...] numărul uniților transilvăneni stabiliți în capitală era estimat a fi între 5.000 și 10.000.”
În anul 1909, de sărbătoarea sfinților Constantin și Elena (21 mai/3 iunie), arhiepiscopul romano-catolic Raymund Netzhammer a sfințit în acest loc piatra fundamentală a bisericii, asistat fiind de parohul românilor uniți din București, viitorul episcop Ioan Bălan și de prințul Vladimir Ghica. După doar 7 luni, în ziua de sfântul Nicolae (6/19 decembrie), arhiepiscopul Netzhammer, sub jurisdicția căruia se aflau greco-catolicii din București, a sfințit frumoasa biserică ridicată după planurile arhitectului Nicolae Ghica-Budești. Acesta a folosit drept model Biserica „Sfântul Gheorghe” din Baia, atribuită lui Ștefan cel Mare.
După ce au întârziat cât au putut autorizarea construcției (prim-ministrul Ionel Brătianu îi spunea arhiepiscopului Netzhammer: „Biserici latine puteți construi din partea mea oricâte doriți, dar trebuie să vă spun în mod hotărât că nu ne-ar conveni deloc construirea unei biserici româno-unite”), autoritățile au impus drept condiție pentru zidirea bisericii, ca edificiul să nu fie ridicat la stradă, ci în curte. De aceea Biserica Sf. Vasile a fost construită la o distanță de 30 de metri de stradă. La finanțarea lucrărilor au contribuit credincioșii greco-catolici din București, Arhiepiscopia Blajului, precum și Arhiepiscopia Romano-Catolică de București. Cu o sumă importantă (100.000 de coroane) a contribuit fostul paroh, Demetriu Radu, devenit episcop al Eparhiei de Oradea Mare.
După Primul Război Mondial, odată cu înființarea Protopopiatului Român Unit de București, trecut sub jurisdicția Arhiepiscopiei Blajului, biserica a devenit reședință protopopială. Din 1940, anul înființării Vicariatului pentru București și Vechiul Regat, biserica a fost ridicată la rangul de catedrală. 
În perioada 1945-1947 protopop unit al Bucureștilor a fost Coriolan Sabău, descendent din Familia Rațiu de Noșlac din Turda, până atunci protopop de Turda și paroh la Biserica Rățeștilor din Turda Veche, ulterior arestat, anchetat și condamnat la închisoare. După ispășirea pedepsei la Aiud a trăit până la moartea sa cu domiciliul forțat în comuna sa natală Lupșa.
Aici a funcționat, până la arestarea sa de către Securitate, la 28 octombrie 1948, episcopul Vasile Aftenie. Tot în noaptea de 28-29 octombrie 1948 a fost scos din casa parohială și arestat Tit Liviu Chinezu, protopopul unit al Bucureștilor.
În anul 1948, cu concursul autorităților comuniste, biserica a fost ocupată de o parohie ortodoxă. Cu acea ocazie Vasile Aftenie, episcop vicar greco-catolic pentru Vechiul Regat, a fost scos din biserică, arestat și omorât în bătaie în beciurile Securității din București. După arestarea celorlalți trei preoți uniți din București desemnați să preia conducerea vicariatului, Natanail Munteanu, Vasile Mare și Gheorghe Radu, preoții clandestini din București rămași nearestați l-au ales pe preotul și istoricul Zenovie Pâclișanu, membru corespondent al Academiei Române, să preia conducerea vicariatului. Pâclișanu a fost arestat în 1949 și a murit după nouă ani în închisoarea Jilava.
Imediat după evenimentele de la sfârșitul lui decembrie 1989, credincioșii greco-catolici din București au reînființat parohia Sf. Vasile cel Mare, solicitând totodată restituirea bisericii lor. Ierarhii ortodocși au promis inițial restituirea, însă încurajați fiind de autoritățile statului să nu recunoască dreptul credincioșilor uniți asupra bisericii Sf. Vasile, și-au schimbat poziția și nu au mai recunoscut cele promise. Toate acestea s-au întâmplat cu toate că la mică distanță se găsesc șase biserici ortodoxe.
Pe 2 iunie 2005, într-o întâlnire avută cu premierul Tăriceanu, patriarhul Teoctist a reafirmat intenția Bisericii Ortodoxe Române de a restitui biserica Sf. Vasile proprietarului ei de drept. Promisiunea nu a fost însă pusă imediat în practică, așa încât procesul de revendicare a continuat în instanțele judecătorești și a fost câștigat după 14 ani de procese de parohia greco-catolică.
Proprietarul bisericii, Parohia Română Unită cu Roma „Sf. Vasile” din București, a reintrat în posesia bisericii pe 28 decembrie 2006. Preotului ortodox i s-a permis folosirea casei parohiale până în luna februarie 2007.
În data de 4 mai 2008, în cadrul unei ceremonii la care au participat peste 2.000 de persoane, în această biserică a fost instalat noul episcop-vicar greco-catolic de București, Mihai Frățilă, lăcașul fiind ridicat la rang de catedrală. În data de 30 august 2014 a avut loc ceremonia de instalare în funcție a primului episcop al Eparhiei Sfântul Vasile cel Mare de București. La liturghie au participat cardinalii Lucian Mureșan și Leonardo Sandri, prefectul Congregației pentru Bisericile Orientale.
După retrocedarea din 2006 biserica a fost repictată, iar fresca inițială, realizată de Școala de la Beuron, a fost îndepărtată.

## Personalități
În biserica Sf. Vasile au slujit de-a lungul timpului patru episcopi greco-catolici. Este vorba despre episcopul Demetriu Radu, ucis într-un atentat cu bombă pus la cale de comuniști la Senatul României (pe 8 decembrie 1920), despre episcopii Vasile Aftenie, Tit Liviu Chinezu și Ioan Bălan, suprimați în temnițele comuniste. Monseniorul Vladimir Ghika a slujit aici în anul 1943. Între personalitățile literare care au aparținut de această parohie s-a numărat George Coșbuc, în timpul perioadei sale bucureștene. Biserica a fost frecventată în perioada interbelică de politicienii greco-catolici care au activat în capitala României: Iuliu Maniu și secretarul său Corneliu Coposu, Alexandru Vaida Voievod ș.a.
Biserica a fost frecventată după 1990 de istoricul Neagu Djuvara, care și-a dorit ca slujba sa de înmormântare să fie celebrată în acest lăcaș, „fără alai și fără discursuri”. Dorința  i-a fost îndeplinită în data de 28 ianuarie 2018.